# Jean-Gilles Grare
Pour les articles homonymes, voir Grare.
Jean-Gilles Grare, né le 29 août 1972, est un céiste français.
Il est médaillé de bronze en C-4 500 mètres aux Mondiaux de 1999. Il a obtenu en individuel ou par équipe 23 titres de champion de France .